# Bonnie Owens
Bonnie Owens, nata Bonnie Campbell (Blanchard, 1º ottobre 1929 – 24 aprile 2006), è stata una cantautrice statunitense.

## Biografia
Nel corso della sua carriera Bonnie Owens ha accumulato quattro ingressi nella Top Country Albums (di cui una top ten) e cinque nella Hot Country Songs. Nel 1965 è stata premiata come miglior cantante femminile in occasione della prima edizione degli ACM Awards.

## Discografia

### Album in studio
- 1965 – Don't Take Advantage of Me
- 1966 – Just Between the Two of Us (con Merle Haggard e i The Strangers)
- 1967 – All of Me Belongs to You (con i The Strangers)
- 1968 – Somewhere Between (con i The Strangers)
- 1969 – Hi-Fi to Cry By
- 1969 – Lead Me On (con i The Strangers)
- 1970 – Mother's Favorite Hymns

### Raccolte
- 1999 – The Best of Bonnie Owens

### Singoli
- 1963 – Why Don't Daddy Live Here Anymore
- 1964 – Don't Take Advantage of Me
- 1964 – Just Between the Two of Us (con Merle Haggard e i The Strangers)
- 1965 – Number One Hill
- 1966 – Consider the Children (con i The Strangers)
- 1969 – Lead Me On (con i The Strangers)